# San Vito Lo Capo
San Vito Lo Capo (szicíliaiul Santu Vitu) település Olaszországban, Trapani megyében. Lakosainak száma 4814 fő (2023. január 1.). San Vito Lo Capo Castellammare del Golfo és Custonaci községekkel határos.  A Castellammarei-öböl legnyugatibb részén található. 
Szicíliában ismert üdülőhely, amit elsősorban fehér, homokos tengerpartjának köszönhet. 2012-ben a Tripadvisoron tartott szavazáson Olaszország legjobb strandjának választották meg.

## Nevezetességek
- Világítótorny
- Tonnara del Secco
- Usciere torony
- Szent Kreszcencia-kápolna
- Szent Vitus-szentély

## Népesség
A település népességének változása:
| Lakosok száma | 4702 | 4708 | 4814 |
|               | 2017 | 2018 | 2023 |

## Galéria

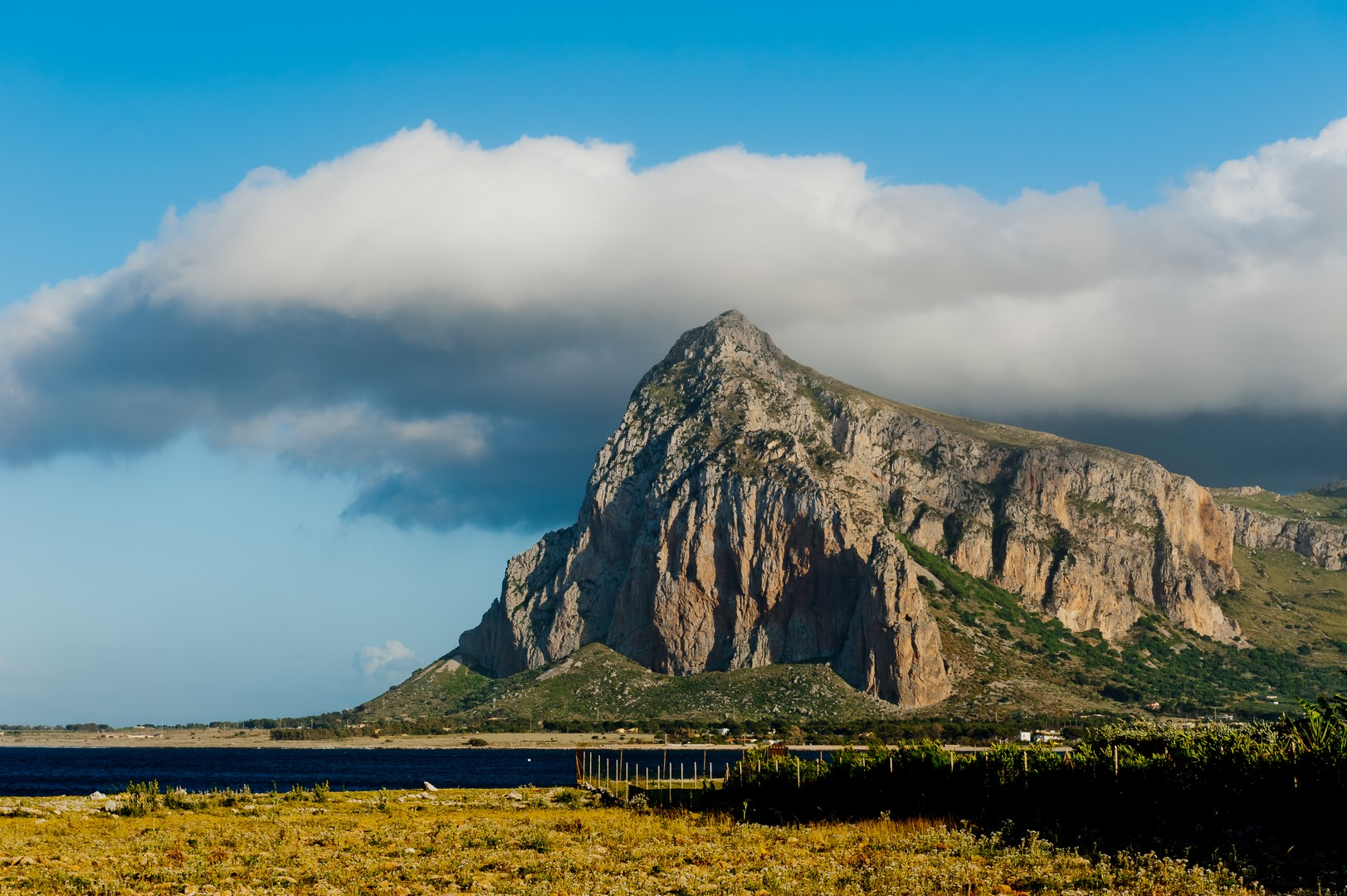
Monte Monaco - A város tájképét keletről uraló hegy
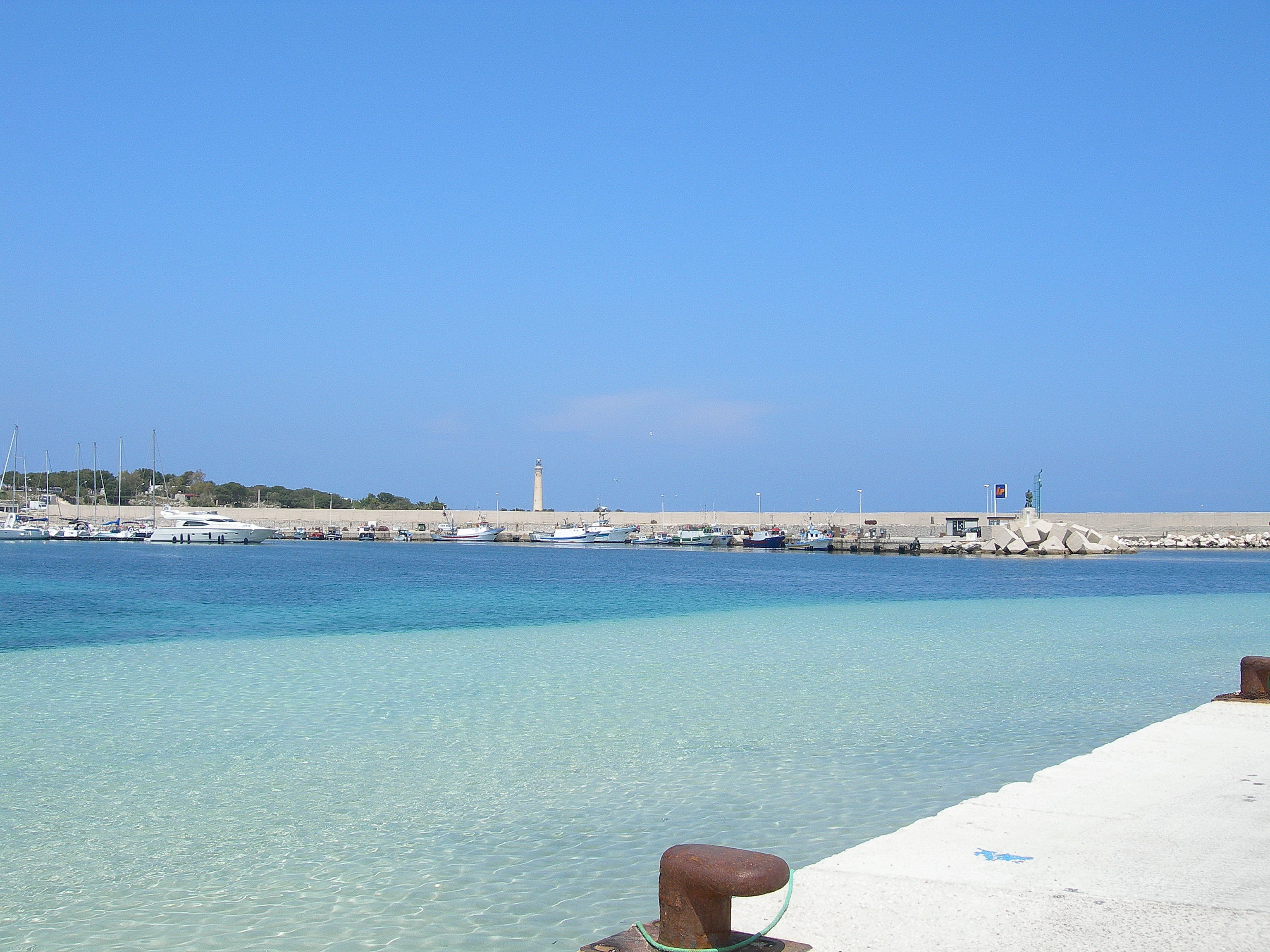
Kikötő - berakodó hajó nélkül
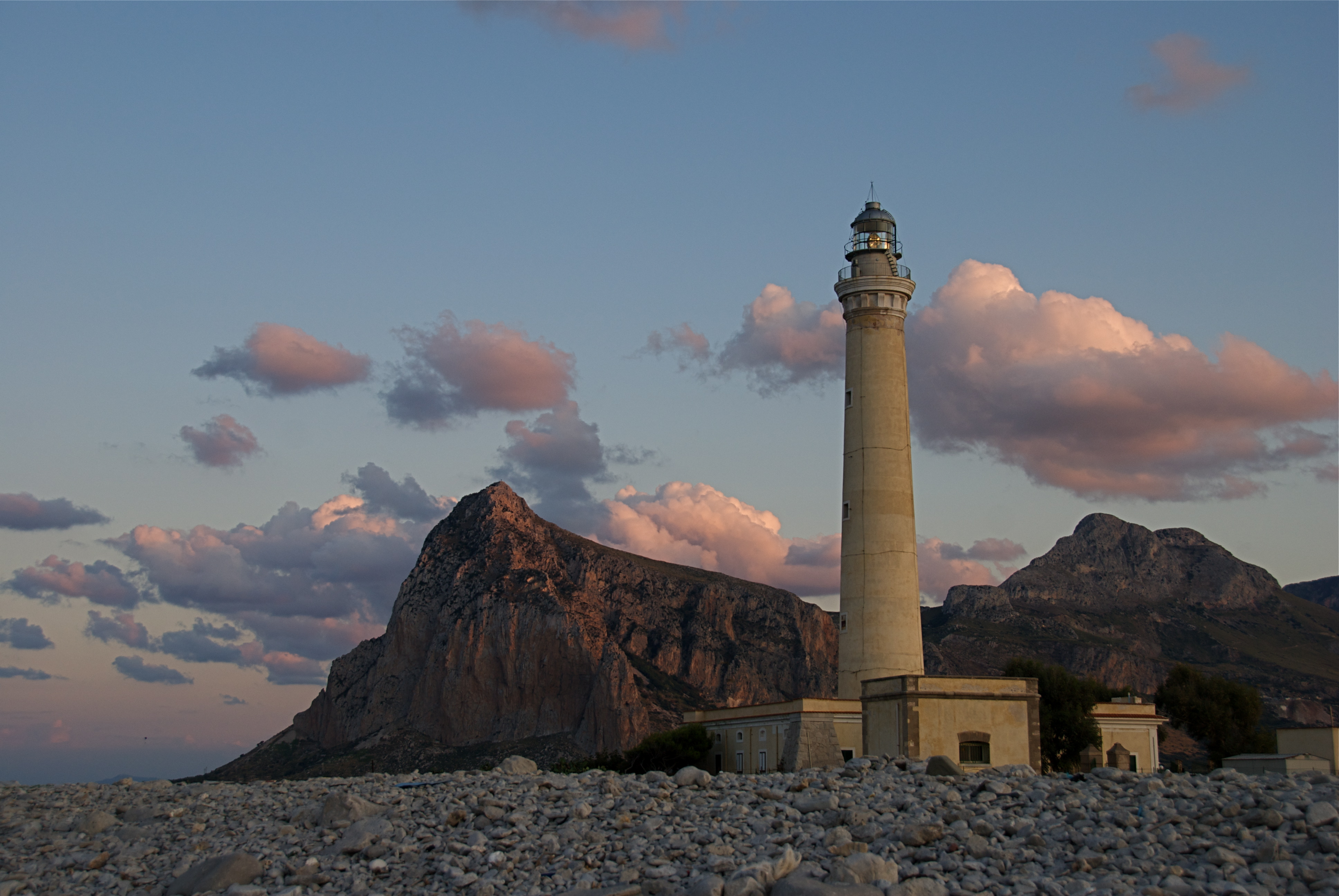
Világítótorony
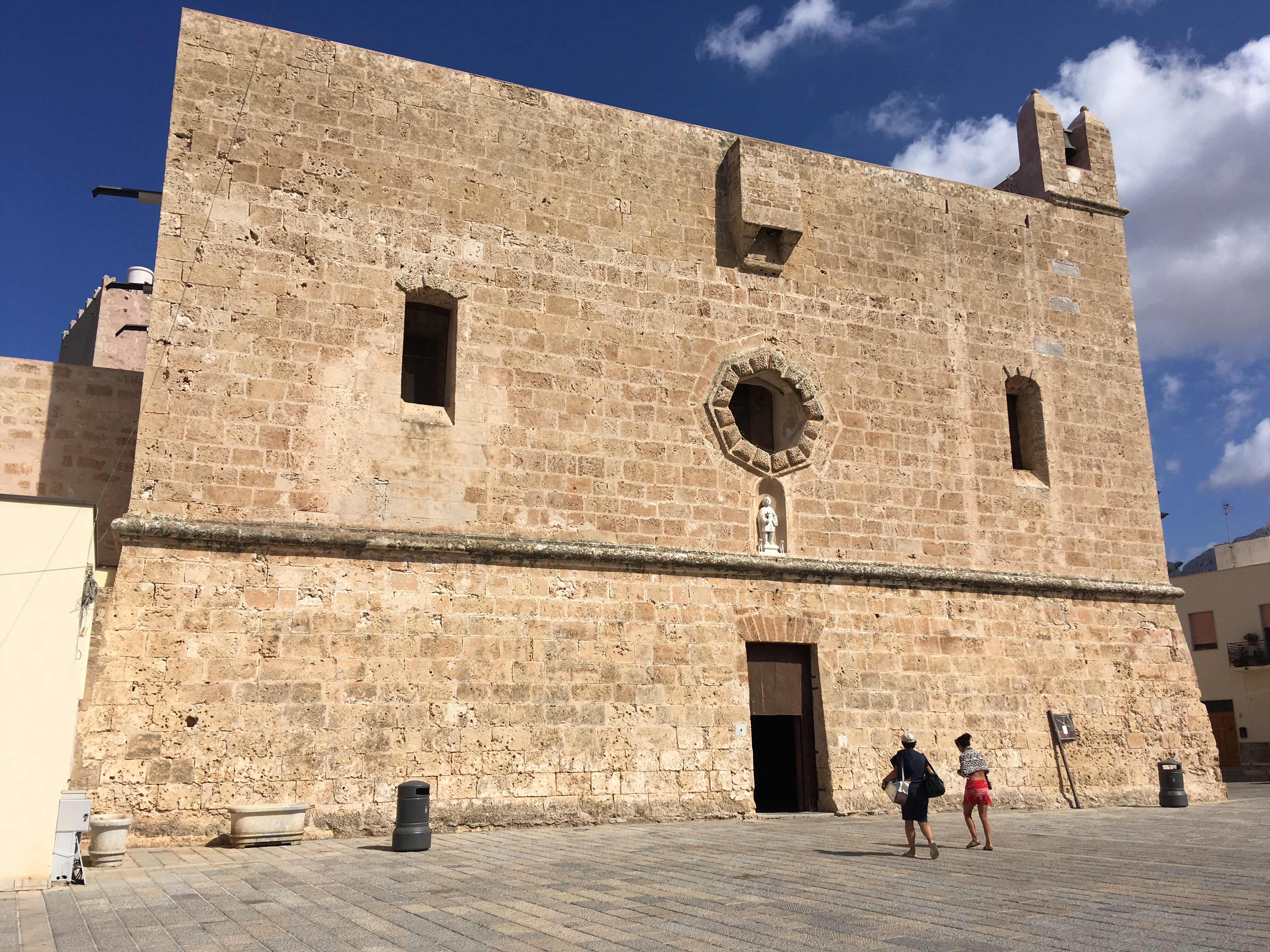
Szent Vitus erődített szentélye
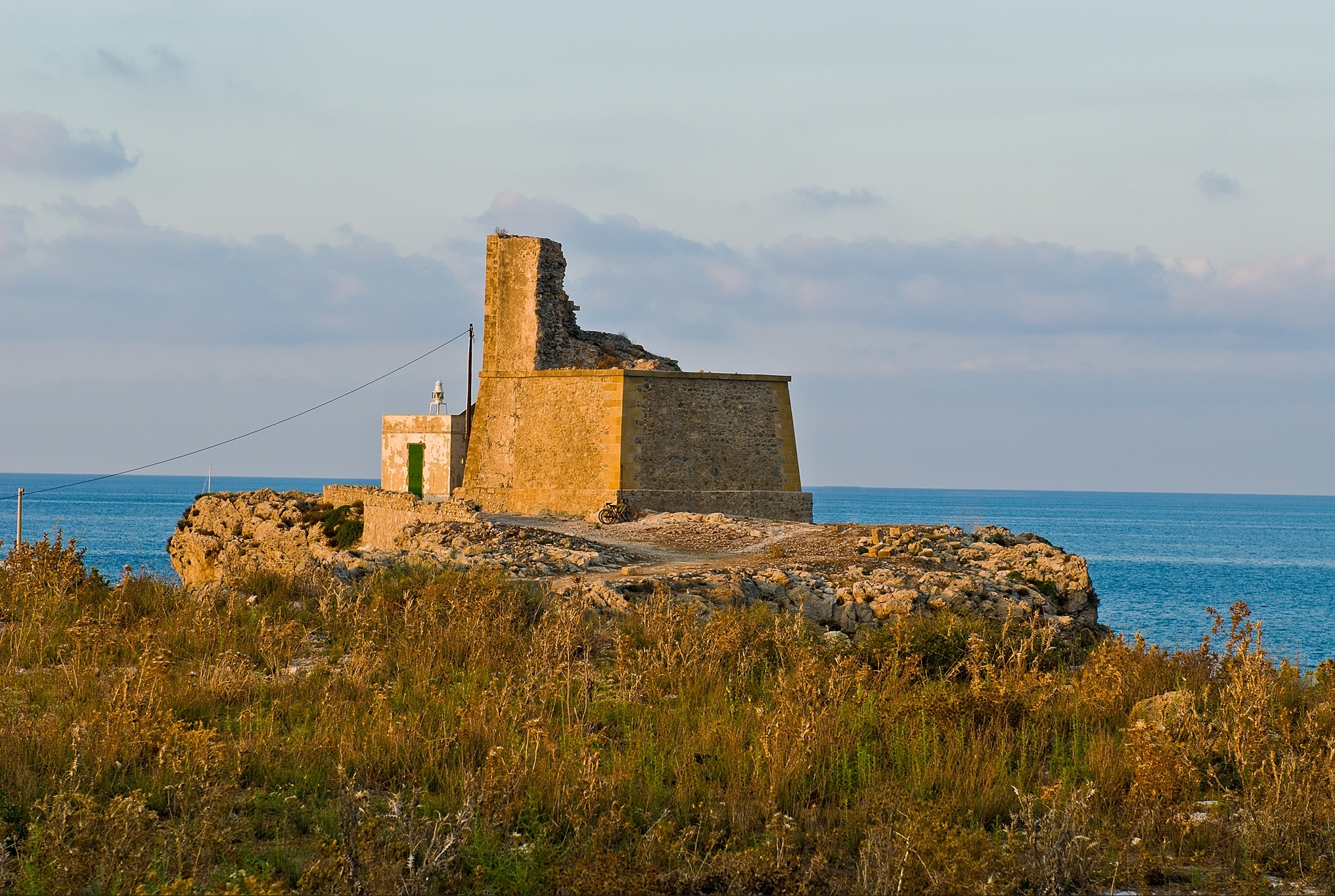
Usciere torony